# Ius Suffragii (tijdschrift)

Het logo van de IAW en Ius Suffragii

Ius Suffragii of Jus Suffragii was het maandelijks uitgegeven tijdschrift van de International Woman Suffrage Alliance en werd uitgegeven van 1906 tot 1924.  De titel betekent 'Het recht om te stemmen' in het Latijn. Het werd in het Engels en later ook in het Frans uitgegeven in respectievelijk Londen en Genève. Het tijdschrift publiceerde nieuws over de voortgang van het behalen van stemrecht over de hele wereld en daarnaast ook informatie over allerlei andere zaken die van belang waren voor vrouwen. Hier hoorden bijvoorbeeld wetgeving rondom scheiding, opleiding, arbeidsomstandigheden en vrouwen in overwegend mannelijke beroepen bij. Het was een internationaal tijdschrift, maar had door de gebruikte talen vooral een Westers bereik.
Vanaf 1917 had het blad als tweede titel The International Woman Suffrage News. Vanaf 1924 werd Ius Suffragii niet meer uitgegeven, maar kwam het tijdschrift International Woman's News ervoor in de plaats. Dit wordt nog steeds driemaal jaarlijks uitgegeven aan abonnees en bibliotheken.

## Enkele hoofdredacteuren
- Martina Kramers (1906-1913)
- Mary Sheepshanks, redacteur tijdens de Eerste Wereldoorlog; probeerde via neutrale landen aan nieuws uit Duitsland en Oostenrijk te komen en had een pacifistische aanpak, wat haar door sommige patriottistische suffragistten niet in dank werd afgenomen.[1]
- Wilhelmina Hay Abbott[2]
- Margery Corbett Ashby[3]